# Alchornea glabra
Alchornea glabra är en törelväxtart som först beskrevs av Elmer Drew Merrill, och fick sitt nu gällande namn av Isao Hurusawa. Alchornea glabra ingår i släktet Alchornea och familjen törelväxter. Inga underarter finns listade i Catalogue of Life.